# Turea, Cluj
Turea (în maghiară Türe) este un sat în comuna Gârbău din județul Cluj, Transilvania, România.

## Date geografice
Altitudinea medie: 432 m.

## Istoric
În Evul Mediu a fost sat preponderent maghiar și a aparținut domeniului latifundiar al Gilăului. Între 1994-1995, sub coordonarea medicului Paul-Jürgen Porr și a Forumului German, a fost înființată o școală și o asociație agricolă pentru îmbunătățirea nivelului de trai al locuitorilor satului.

## Lăcașuri de cult
- Biserica Reformată-Calvină (inițial romano-catolică, reconstruită în secolul al XVIII-lea) păstrează încă părți din fosta biserică. Amvon creat de maestrul pietrar Dávid Sipos (1759).
- Biserica de lemn din Turea, mutată din 1909 în București.

## Demografie
În anul 1992 număra 582 de locuitori, dintre care 399 maghiari, 149 români, 33 romi și 1 german.

## Obiective turistice
- Conacul Bánffy

## Imagini

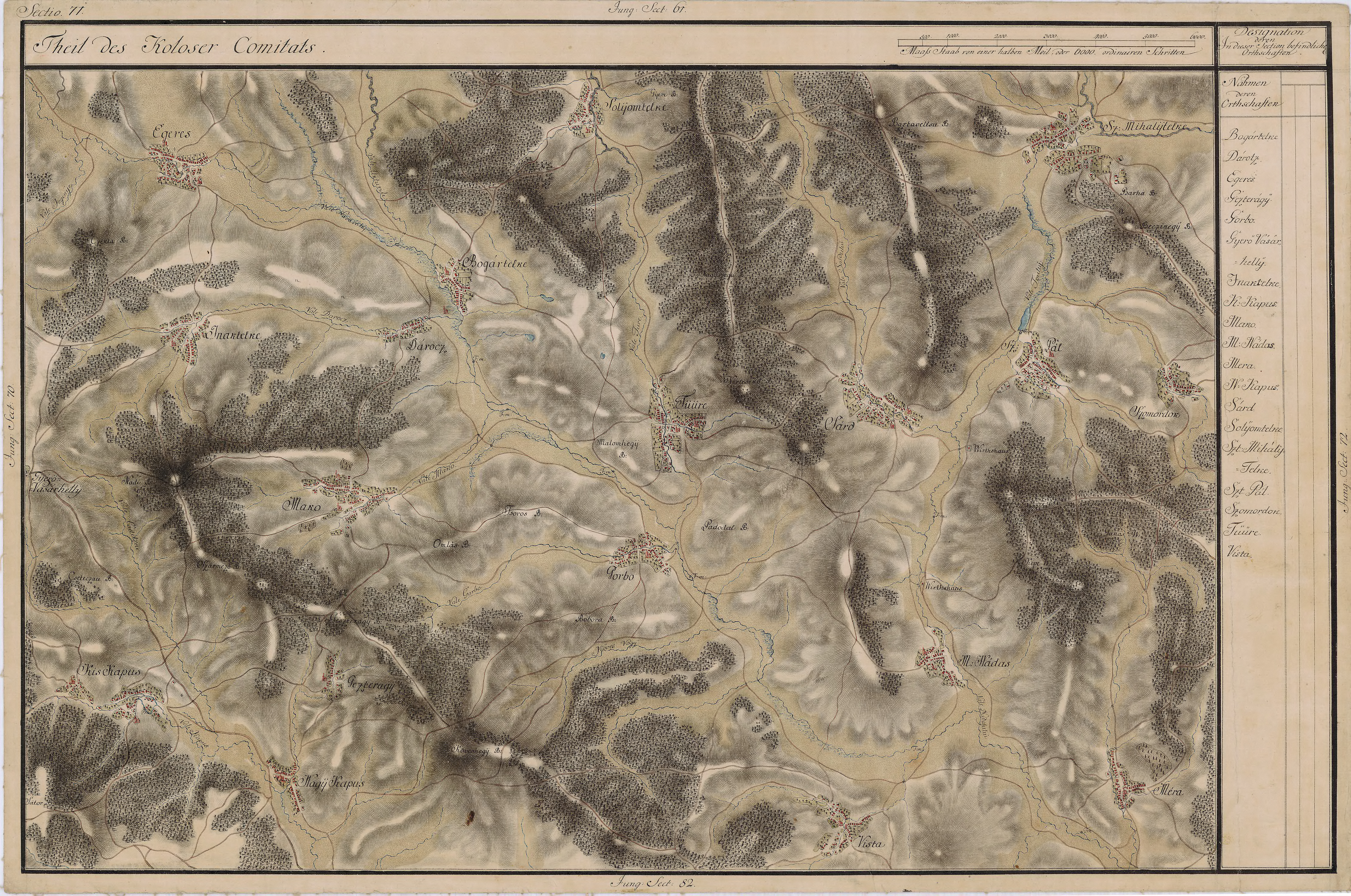
Turea pe Harta Iosefină a Transilvaniei, 1769-1773
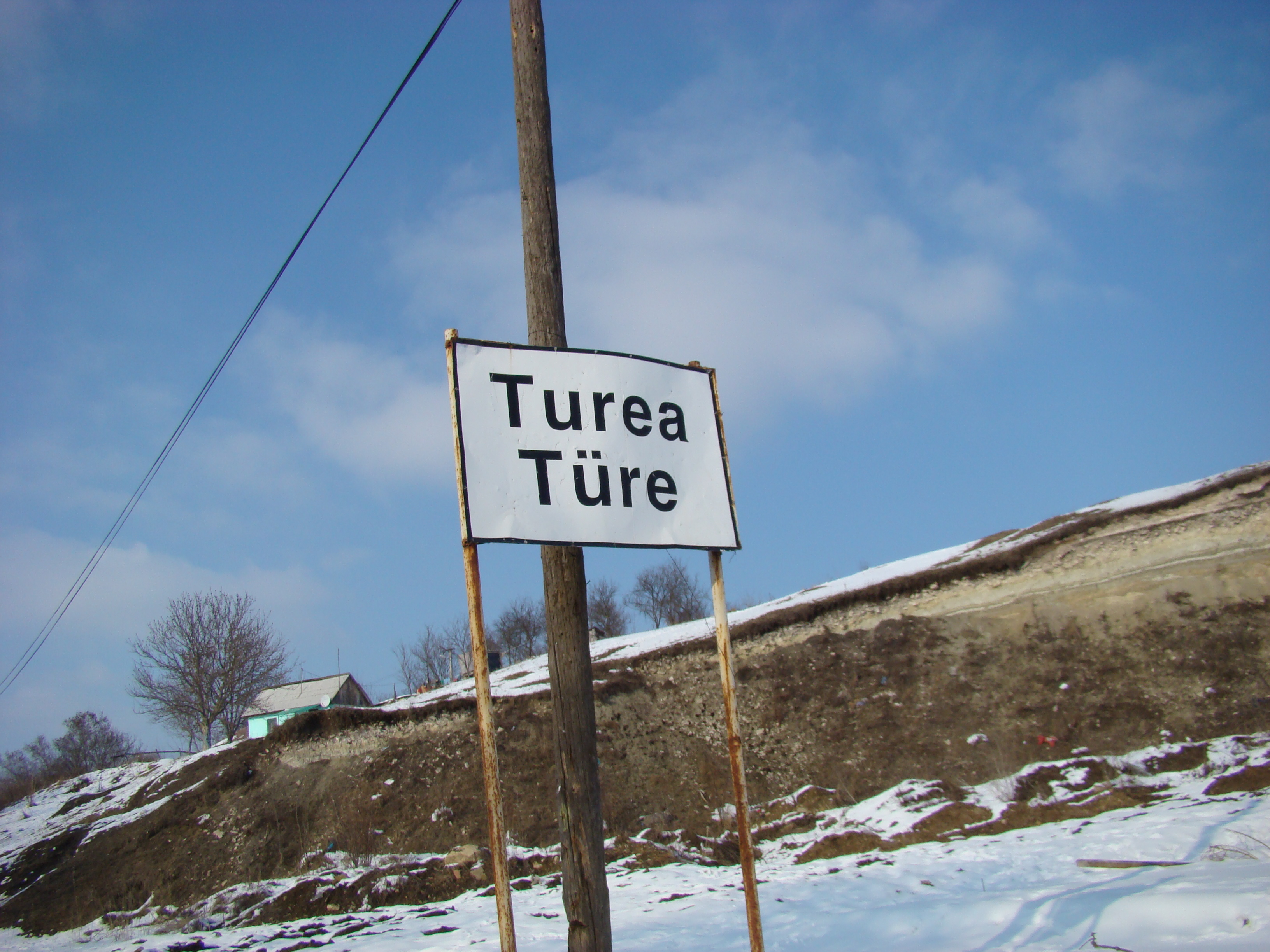
Intrarea dinspre Gârbău
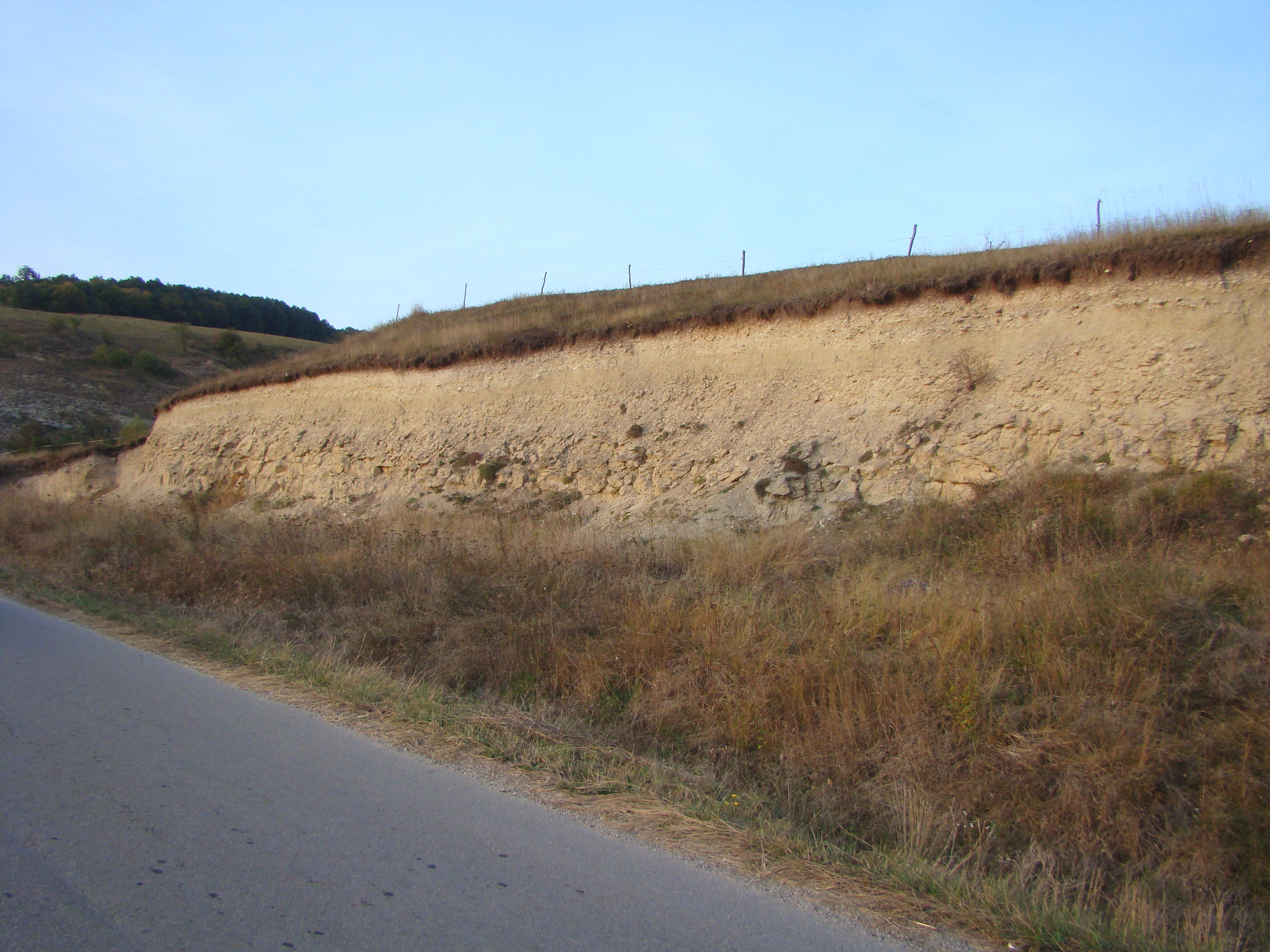
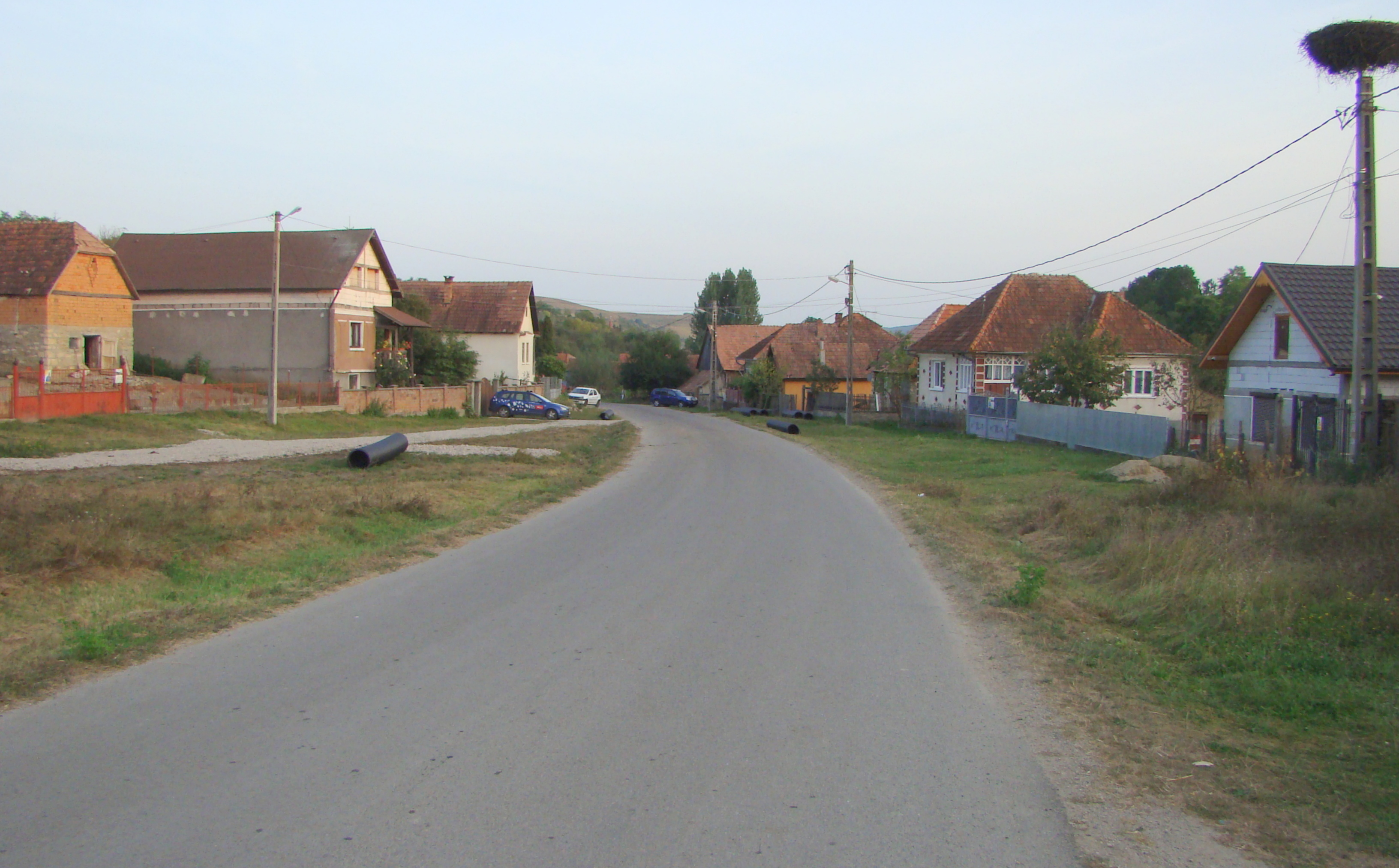
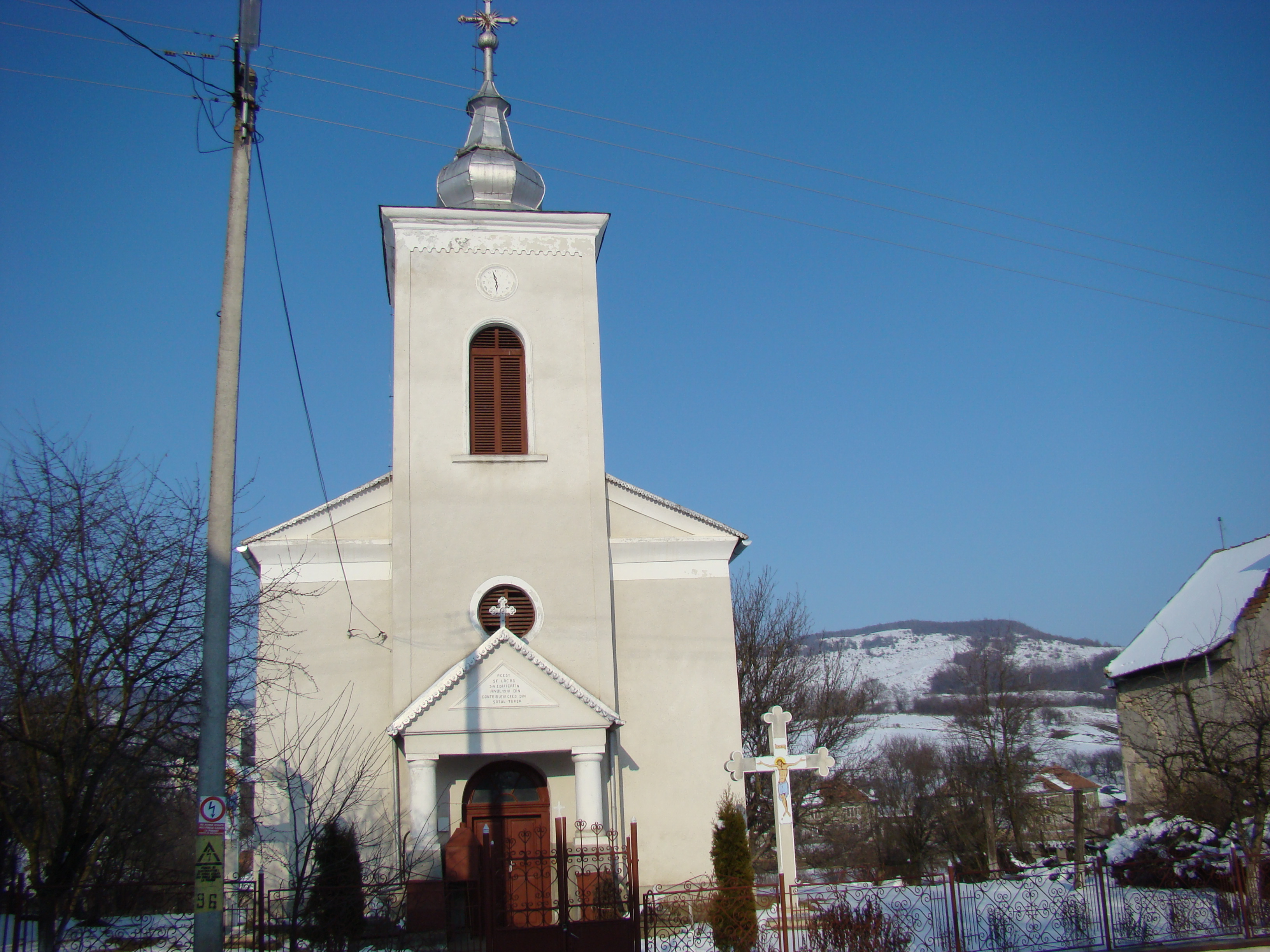
Biserica ortodoxă
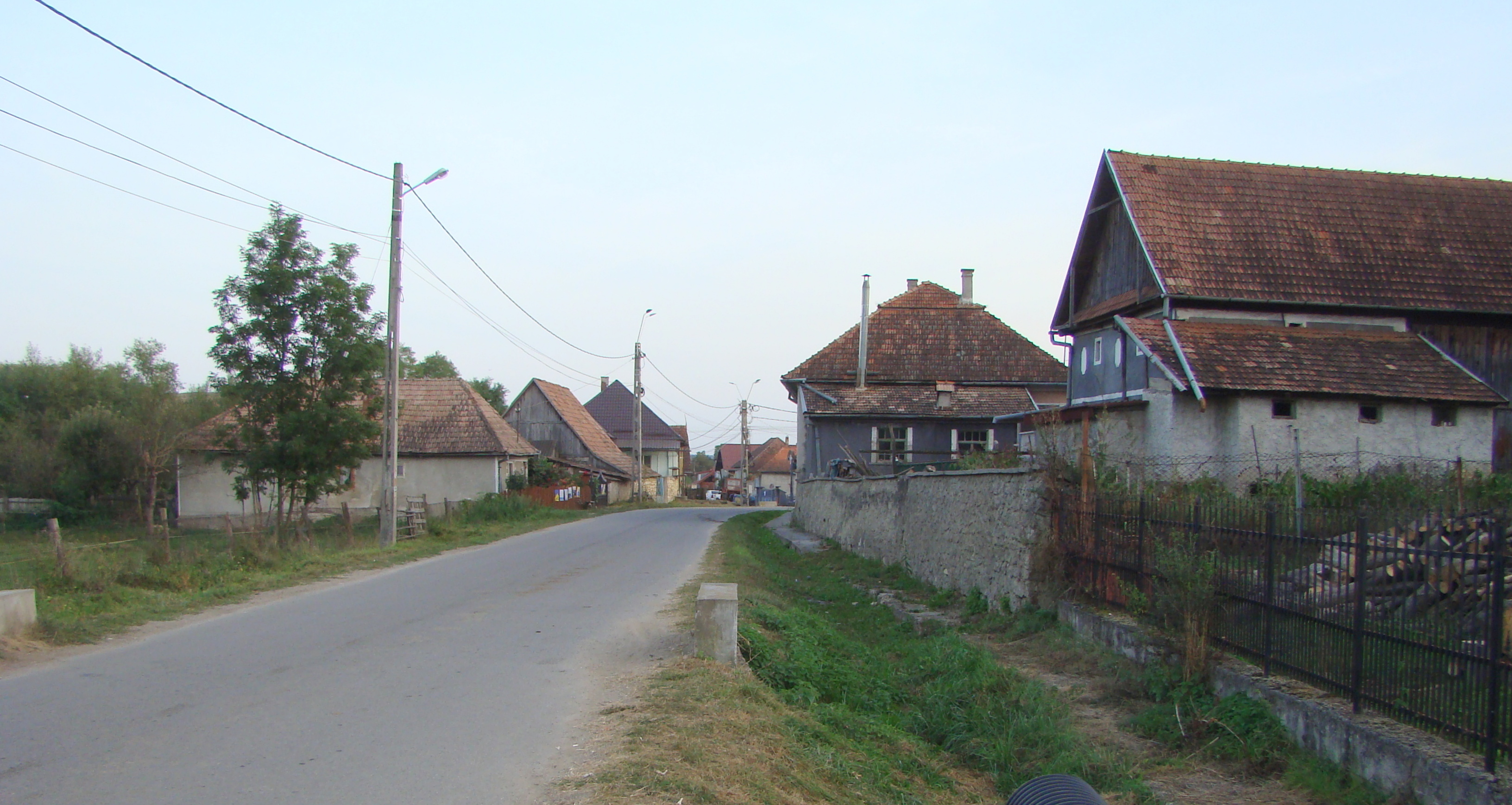
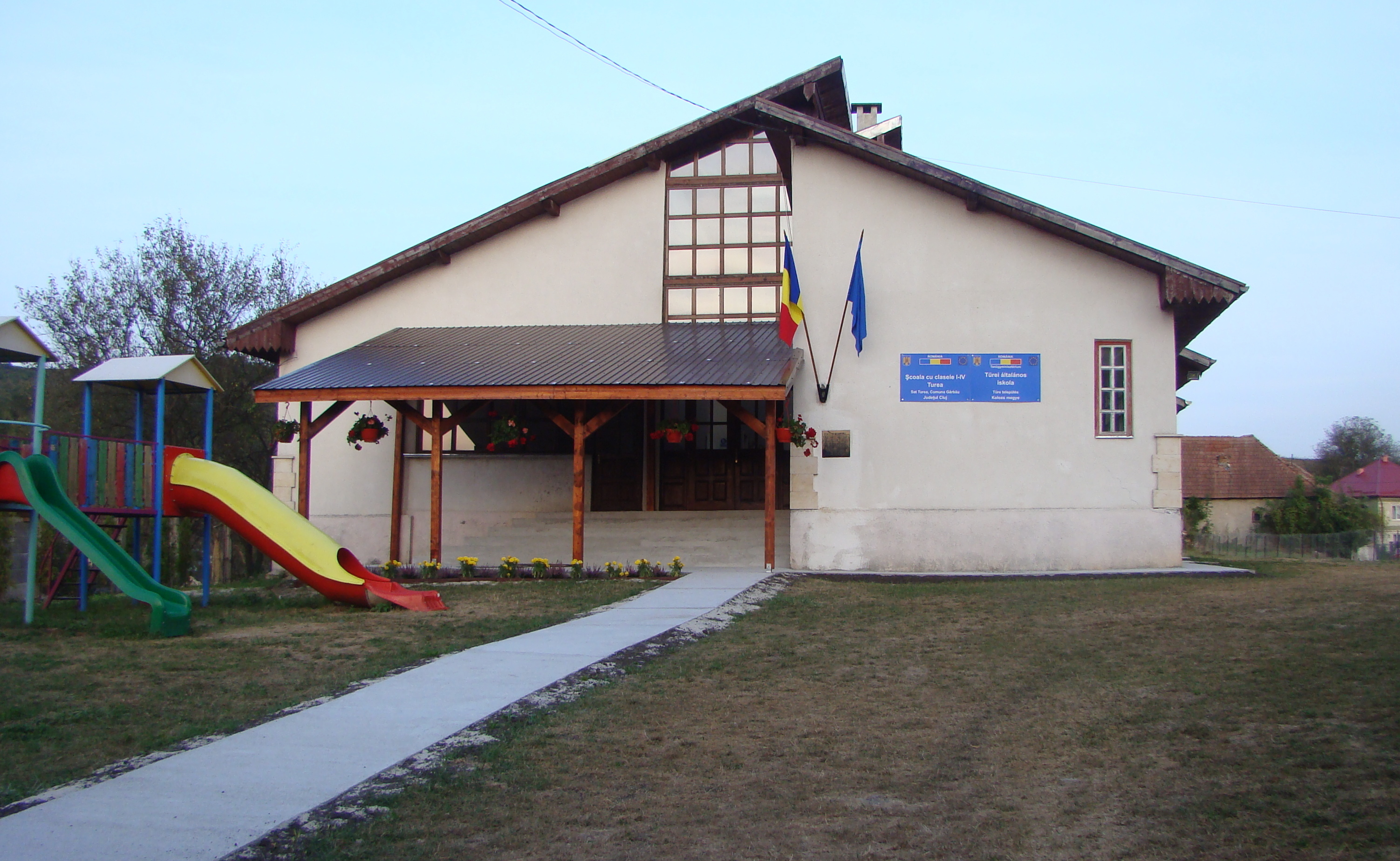
Școala
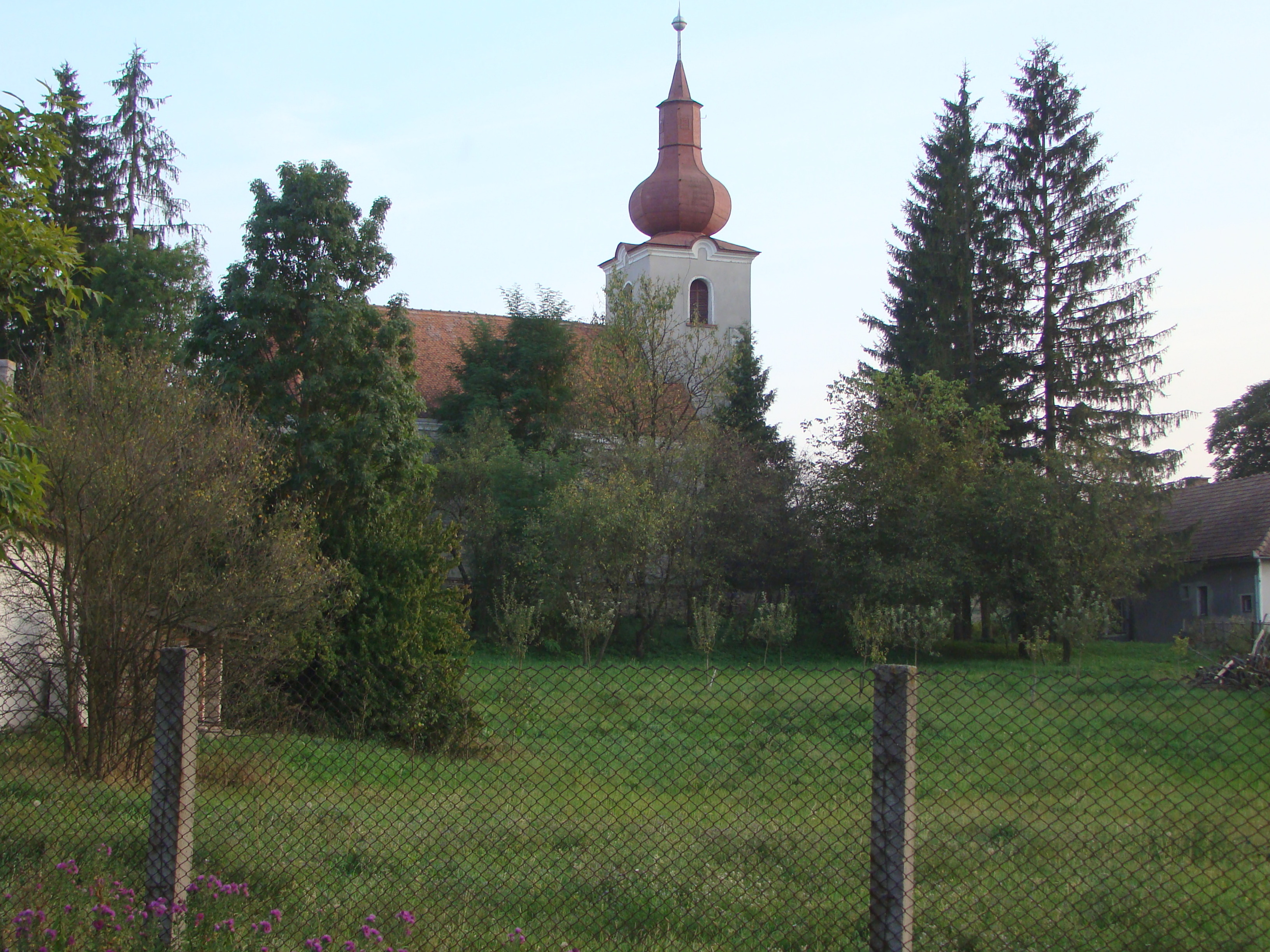
Biserica reformată
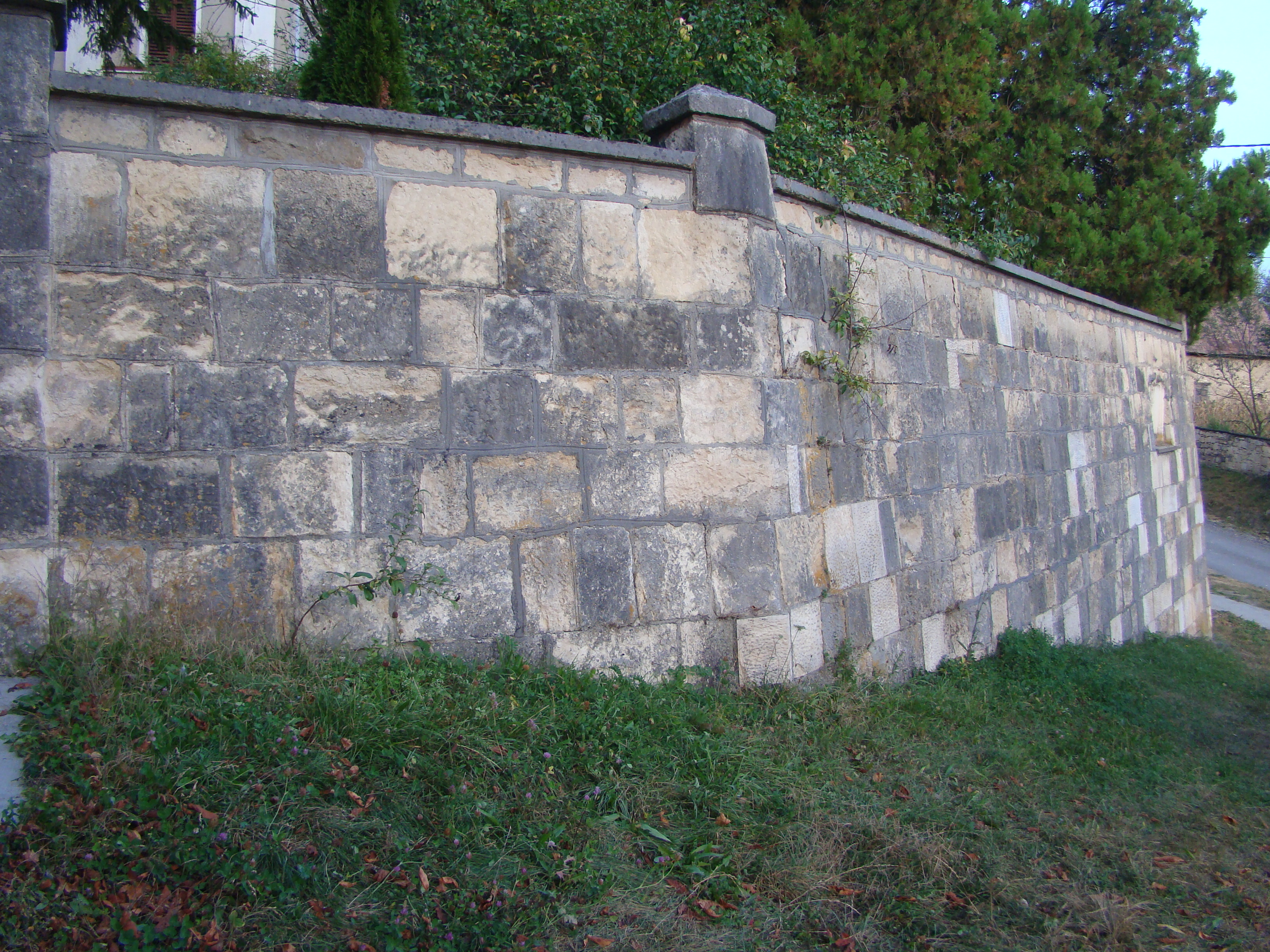
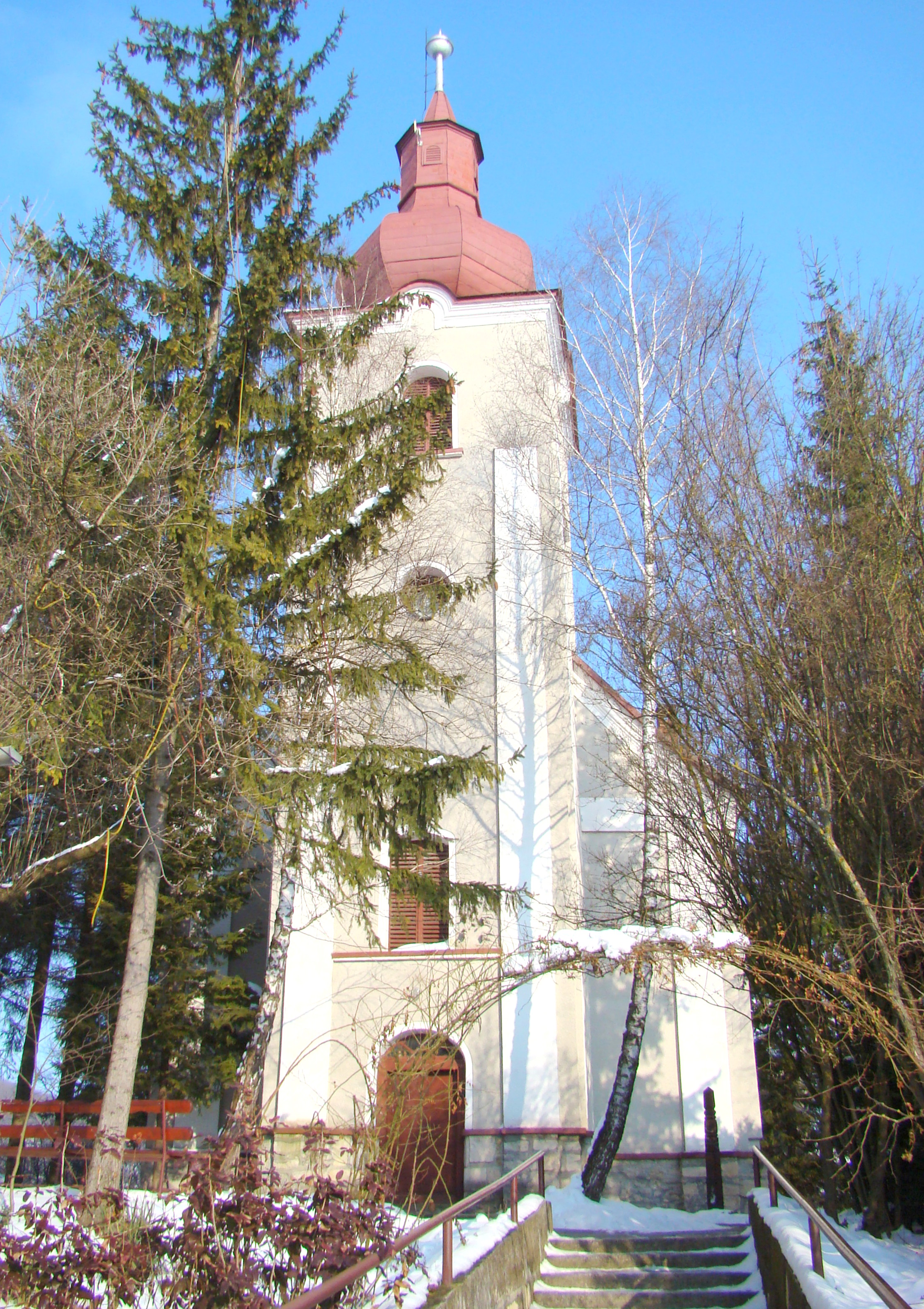
Biserica reformată
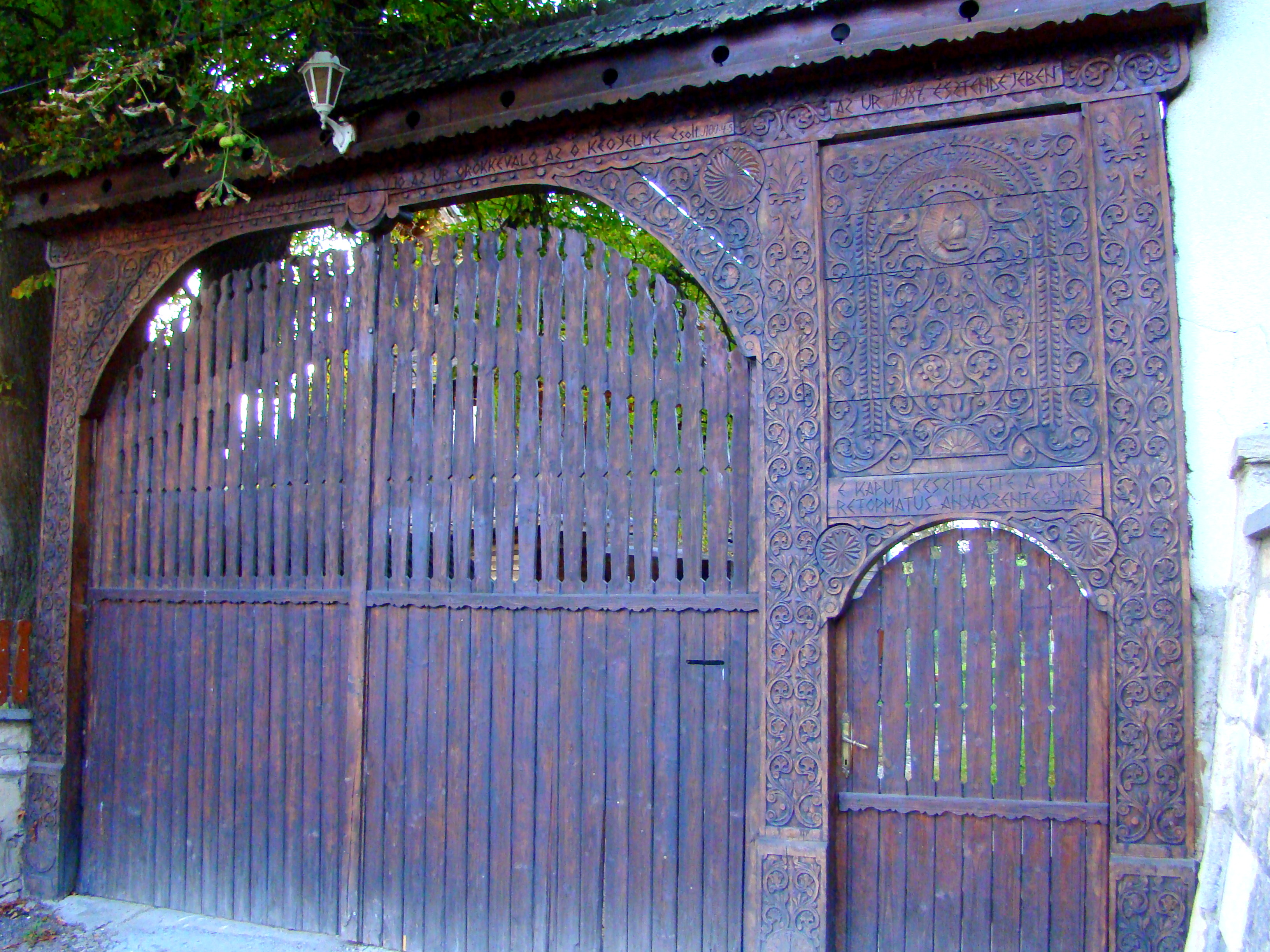
Poarta de lemn a bisericii reformate
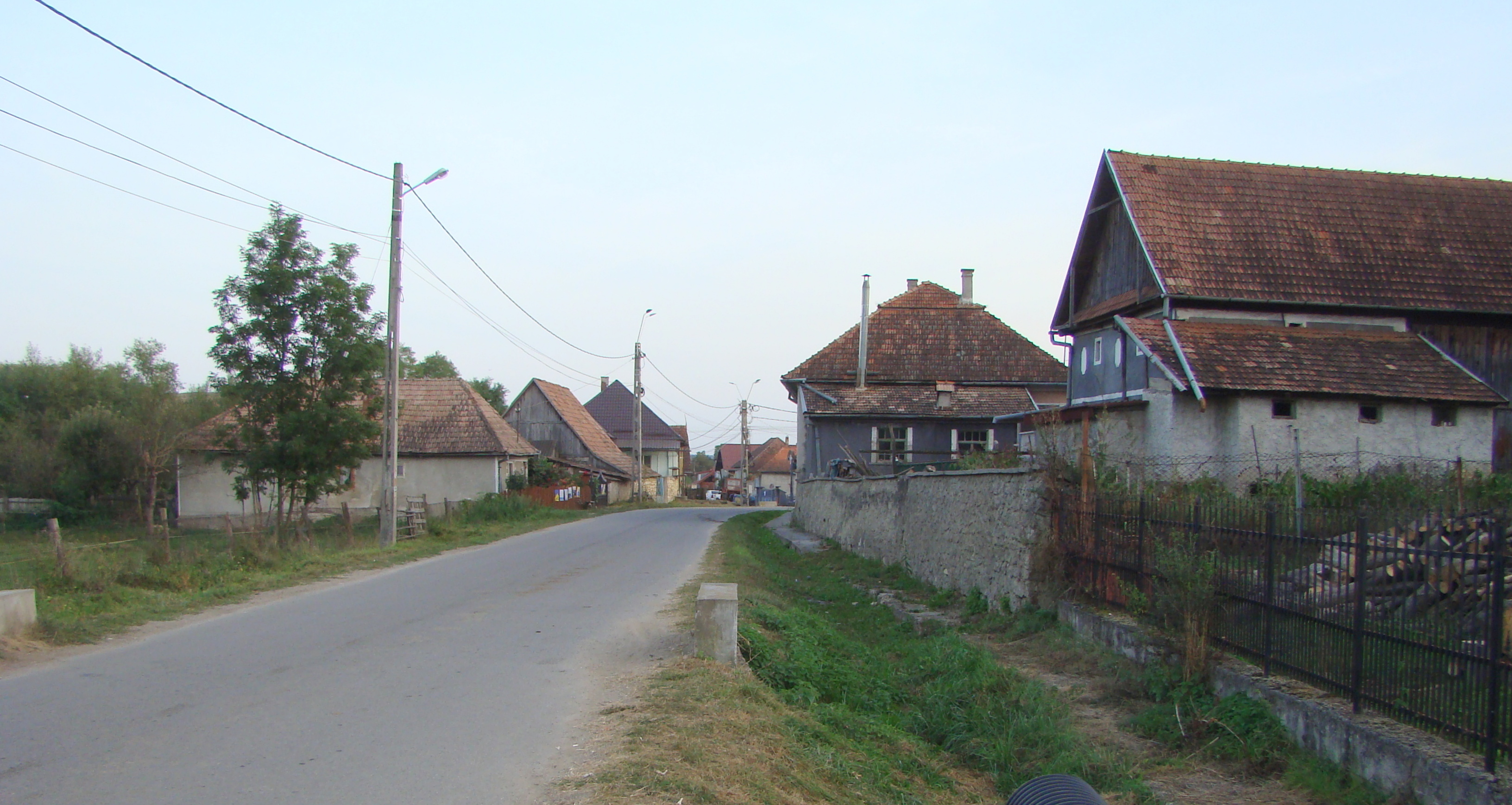
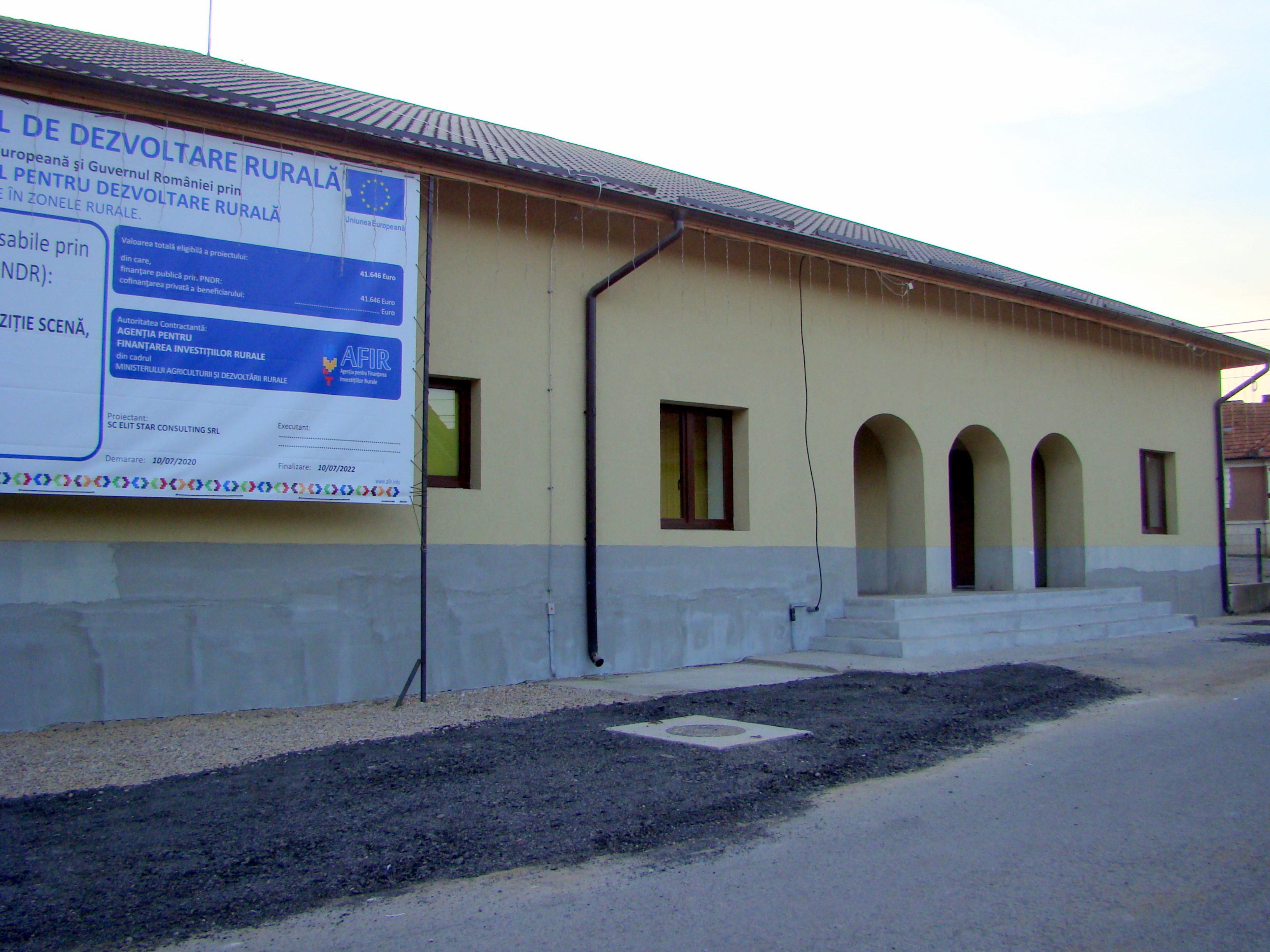
Căminul cultural